# Championnat du monde de Formule 1 1950
Navigation
1949 1951
Le championnat du monde de Formule 1 1950 est la première édition du championnat du monde de Formule 1. Marqué par la domination des Alfa Romeo, il a vu le sacre du vétéran italien Giuseppe Farina. Des sept circuits utilisés pour ce championnat inaugural, quatre figurent encore au calendrier dans les années 2020 : Silverstone, Monaco, Spa-Francorchamps et Monza.

## Règlement sportif
- Seuls les quatre meilleurs résultats sont retenus.
- L'attribution des points se fait selon le barème 8, 6, 4, 3 et 2 points avec 1 point pour l'auteur du meilleur tour en course.
- Plusieurs pilotes peuvent se relayer au volant d'une même voiture. Les points sont alors divisés, sans tenir compte du nombre de tours bouclés par chacun.

## Principaux engagés
Seulement cinq années après la fin du conflit mondial qui a laissé l'Europe exsangue, la création d'un championnat du monde de Formule 1 relevait d'une douce utopie tant la guerre avait désorganisé les constructeurs d'avant-guerre. 
En l'absence des constructeurs et des pilotes allemands, les principaux concurrents sont italiens. Dominatrices depuis la reprise des compétitions, les Alfetta engagées par Alfa Romeo sont les favorites du championnat malgré une conception qui remonte déjà à 1937. Trois Alfetta sont engagées à temps plein : une pour Giuseppe « Nino » Farina, l'un des ténors du sport auto d'avant-guerre, une pour Luigi Fagioli et enfin une pour Juan Manuel Fangio, nouveau venu sur la scène européenne qui s'est déjà affirmé comme un pilote de tout premier plan. L'opposition à Alfa Romeo est essentiellement attendue en provenance de la Scuderia Ferrari qui aligne Luigi Villoresi et le grand espoir Alberto Ascari.
Liste complète des écuries et pilotes (hors Indianapolis) ayant couru dans le championnat 1950 de Formule 1 organisé par la FIA.
| Écurie                        | Constructeur  | Châssis        | Moteur                                                                              | Pneus | Pilotes               | Courses     |
| ----------------------------- | ------------- | -------------- | ----------------------------------------------------------------------------------- | ----- | --------------------- | ----------- |
| Équipe Gordini                | Simca-Gordini | T15            | Gordini 15C 1.5 L4C                                                                 | E     | Robert Manzon         | 2, 6-7      |
| Équipe Gordini                | Simca-Gordini | T15            | Gordini 15C 1.5 L4C                                                                 | E     | Maurice Trintignant   | 2, 7        |
| T.A.S.O. Mathieson            | ERA           | E              | ERA 1.5 L6C                                                                         | D     | Leslie Johnson        | 1           |
| Peter Walker                  | ERA           | E              | ERA 1.5 L6C                                                                         | D     | Peter Walker          | 1           |
| Tony Rolt                     | ERA           | E              | ERA 1.5 L6C                                                                         | D     | Tony Rolt             | 1           |
| Raymond Mays                  | ERA           | D              | ERA 1.5 L6C                                                                         | D     | Raymond Mays          | 1           |
| Cuth Harrison                 | ERA           | C              | ERA 1.5 L6C                                                                         | D     | Cuth Harrison         | 1-2, 7      |
| Bob Gerard                    | ERA           | B A            | ERA 1.5 L6C                                                                         | D     | Bob Gerard            | 1-2         |
| Scuderia Ambrosiana           | Maserati      | 4CLT/50 Milano | Maserati 4CLT 1.5 L4C                                                               | D     | David Murray          | 1, 7        |
| Scuderia Ambrosiana           | Maserati      | 4CLT/50 Milano | Maserati 4CLT 1.5 L4C                                                               | D     | David Hampshire       | 1, 6        |
| Scuderia Ambrosiana           | Maserati      | 4CLT/50 Milano | Maserati 4CLT 1.5 L4C                                                               | D     | Reg Parnell           | 6           |
| Joe Fry                       | Maserati      | 4CL            | Maserati 4CLT 1.5 L4C                                                               | D     | Joe Fry               | 1           |
| Joe Fry                       | Maserati      | 4CL            | Maserati 4CLT 1.5 L4C                                                               | D     | Brian Shawe-Taylor    | 1           |
| Toni Branca                   | Maserati      | 4CL            | Maserati 4CLT 1.5 L4C                                                               | P     | Toni Branca           | 4-5         |
| Scuderia Milano               | Maserati      | 4CLT/48        | Maserati 4CLT 1.5 L4C                                                               | P     | Felice Bonetto        | 4, 6-7      |
| Scuderia Milano               | Maserati      | 4CLT/48        | Maserati 4CLT 1.5 L4C                                                               | P     | Gianfranco Comotti    | 7           |
| Paul Pietsch                  | Maserati      | 4CLT/48        | Maserati 4CLT 1.5 L4C                                                               | P     | Paul Pietsch          | 7           |
| Scuderia Achille Varzi        | Maserati      | 4CLT/48        | Maserati 4CLT 1.5 L4C                                                               | P     | José Froilán González | 2, 6        |
| Scuderia Achille Varzi        | Maserati      | 4CLT/48        | Maserati 4CLT 1.5 L4C                                                               | P     | Nello Pagani          | 4           |
| Officine Alfieri Maserati     | Maserati      | 4CLT/48        | Maserati 4CLT 1.5 L4C                                                               | P     | Louis Chiron          | 1-2, 4, 6-7 |
| Officine Alfieri Maserati     | Maserati      | 4CLT/48        | Maserati 4CLT 1.5 L4C                                                               | P     | Franco Rol            | 2, 6-7      |
| Enrico Platé                  | Maserati      | 4CLT/48        | Maserati 4CLT 1.5 L4C                                                               | P     | Toulo de Graffenried  | 1-2, 4, 7   |
| Enrico Platé                  | Maserati      | 4CLT/48        | Maserati 4CLT 1.5 L4C                                                               | P     | Prince Bira           | 1-2, 4, 7   |
| Alfa Romeo SpA                | Alfa Romeo    | 158            | Alfa Romeo 158 1.5 L8C                                                              | P     | Juan Manuel Fangio    | 1-2, 4-7    |
| Alfa Romeo SpA                | Alfa Romeo    | 158            | Alfa Romeo 158 1.5 L8C                                                              | P     | Giuseppe Farina       | 1-2, 4-7    |
| Alfa Romeo SpA                | Alfa Romeo    | 158            | Alfa Romeo 158 1.5 L8C                                                              | P     | Luigi Fagioli         | 1-2, 4-7    |
| Alfa Romeo SpA                | Alfa Romeo    | 158            | Alfa Romeo 158 1.5 L8C                                                              | P     | Reg Parnell           | 1           |
| Alfa Romeo SpA                | Alfa Romeo    | 158            | Alfa Romeo 158 1.5 L8C                                                              | P     | Consalvo Sanesi       | 7           |
| Alfa Romeo SpA                | Alfa Romeo    | 158            | Alfa Romeo 158 1.5 L8C                                                              | P     | Piero Taruffi         | 7           |
| Clemente Biondetti            | Ferrari       | 166S           | Jaguar XK 3.4 L6                                                                    | P     | Clemente Biondetti    | 7           |
| Scuderia Ferrari              | Ferrari       | 166 F2         | Ferrari 125 1.5 V12C Ferrari 275 3.3 V12 Ferrari 375 4.5 V12 Ferrari 166 F2 2.0 V12 | P     | Raymond Sommer        | 4           |
| Scuderia Ferrari              | Ferrari       | 125            | Ferrari 125 1.5 V12C Ferrari 275 3.3 V12 Ferrari 375 4.5 V12 Ferrari 166 F2 2.0 V12 | P     | Raymond Sommer        | 2           |
| Scuderia Ferrari              | Ferrari       | 125            | Ferrari 125 1.5 V12C Ferrari 275 3.3 V12 Ferrari 375 4.5 V12 Ferrari 166 F2 2.0 V12 | P     | Luigi Villoresi       | 2, 4-5      |
| Scuderia Ferrari              | Ferrari       | 125            | Ferrari 125 1.5 V12C Ferrari 275 3.3 V12 Ferrari 375 4.5 V12 Ferrari 166 F2 2.0 V12 | P     | Alberto Ascari        | 2, 4        |
| Scuderia Ferrari              | Ferrari       | 275 F1         | Ferrari 125 1.5 V12C Ferrari 275 3.3 V12 Ferrari 375 4.5 V12 Ferrari 166 F2 2.0 V12 | P     | Alberto Ascari        | 5           |
| Scuderia Ferrari              | Ferrari       | 375 F1         | Ferrari 125 1.5 V12C Ferrari 275 3.3 V12 Ferrari 375 4.5 V12 Ferrari 166 F2 2.0 V12 | P     | Alberto Ascari        | 7           |
| Scuderia Ferrari              | Ferrari       | 375 F1         | Ferrari 125 1.5 V12C Ferrari 275 3.3 V12 Ferrari 375 4.5 V12 Ferrari 166 F2 2.0 V12 | P     | Dorino Serafini       | 7           |
| Peter Whitehead               | Ferrari       | 125            | Ferrari 125 1.5 V12C                                                                | D     | Peter Whitehead       | 2, 6-7      |
| Joe Kelly                     | Alta          | GP             | Alta 1.5 L4C                                                                        | D     | Joe Kelly             | 1           |
| Geoff Crossley                | Alta          | GP             | Alta 1.5 L4C                                                                        | D     | Geoff Crossley        | 1, 5        |
| Horschell Racing Corporation  | Cooper        | T12            | JAP 1.1 V2                                                                          | D     | Harry Schell          | 2           |
| Écurie Bleue                  | Talbot-Lago   | T26C           | Talbot 26CV 4.5 L6                                                                  | D     | Harry Schell          | 4           |
| Écurie Belge                  | Talbot-Lago   | T26C           | Talbot 26CV 4.5 L6                                                                  | D     | Johnny Claes          | 1-2, 4-7    |
| Écurie Lutetia                | Talbot-Lago   | T26C           | Talbot 26CV 4.5 L6                                                                  | D     | Eugène Chaboud        | 5           |
| Philippe Étancelin            | Talbot-Lago   | T26C           | Talbot 26CV 4.5 L6                                                                  | D     | Eugène Chaboud        | 6           |
| Philippe Étancelin            | Talbot-Lago   | T26C           | Talbot 26CV 4.5 L6                                                                  | D     | Philippe Étancelin    | 1-2, 4, 6-7 |
| Automobiles Talbot-Darracq SA | Talbot-Lago   | T26C           | Talbot 26CV 4.5 L6                                                                  | D     | Philippe Étancelin    | 5           |
| Automobiles Talbot-Darracq SA | Talbot-Lago   | T26C           | Talbot 26CV 4.5 L6                                                                  | D     | Yves Giraud-Cabantous | 1, 4-6      |
| Automobiles Talbot-Darracq SA | Talbot-Lago   | T26C           | Talbot 26CV 4.5 L6                                                                  | D     | Eugène Martin         | 1, 4        |
| Automobiles Talbot-Darracq SA | Talbot-Lago   | T26C           | Talbot 26CV 4.5 L6                                                                  | D     | Louis Rosier          | 1, 4-6      |
| Automobiles Talbot-Darracq SA | Talbot-Lago   | T26C           | Talbot 26CV 4.5 L6                                                                  | D     | Raymond Sommer        | 6           |
| Raymond Sommer                | Talbot-Lago   | T26C           | Talbot 26CV 4.5 L6                                                                  | D     | Raymond Sommer        | 5, 7        |
| Pierre Levegh                 | Talbot-Lago   | T26C           | Talbot 26CV 4.5 L6                                                                  | D     | Pierre Levegh         | 5-7         |
| Charles Pozzi                 | Talbot-Lago   | T26C           | Talbot 26CV 4.5 L6                                                                  | D     | Charles Pozzi         | 6           |
| Écurie Rosier                 | Talbot-Lago   | T26C           | Talbot 26CV 4.5 L6                                                                  | D     | Louis Rosier          | 2, 7        |
| Écurie Rosier                 | Talbot-Lago   | T26C           | Talbot 26CV 4.5 L6                                                                  | D     | Henri Louveau         | 7           |
| Guy Mairesse                  | Talbot-Lago   | T26C           | Talbot 26CV 4.5 L6                                                                  | D     | Guy Mairesse          | 7           |

## Résumé du championnat du monde 1950
Dès l'ouverture de la saison en Angleterre, les Alfa Romeo affichent leur suprématie avec une victoire aisée de Farina devant Fagioli, le troisième homme Fangio ayant dû renoncer à la suite d'une touchette, endommageant une conduite d'huile. La tâche des Alfistes aura été d'autant plus aisée que Enzo Ferrari, peu conscient de la portée historique de l'événement, a préféré envoyer ses hommes disputer une course de Formule 2 en Belgique où les primes étaient plus alléchantes.
Une semaine plus tard à Monaco, Fangio s'impose malgré une belle résistance des Ferrari et se relance en championnat. Il profite du carambolage général provoqué derrière lui au départ par Farina (10 voitures au tapis). L'alternance entre les deux hommes forts du championnat se poursuit en Suisse (victoire de Farina et abandon de Fangio) puis en Belgique (victoire de Fangio tandis que Farina, retardé par des soucis mécaniques, se contente de la quatrième place). Puis, sur les longues lignes droites de Reims, Fangio prend pour la première fois de l'année la tête du championnat grâce à sa troisième victoire de la saison tandis que Farina est à nouveau trahi par sa mécanique. 
Le titre se joue lors de la dernière épreuve à Monza. Trahi à deux reprises par ses voitures (la sienne, puis celle de Piero Taruffi, qui comme le règlement le permettait avait « offert » sa voiture à l'Argentin), Fangio laisse la victoire et le titre mondial à Giuseppe Farina qui devient à 44 ans le premier champion du monde de l'histoire de la Formule 1.

## Grands Prix de la saison 1950
Ce premier championnat du monde compte sept épreuves au calendrier. En fait, il conviendrait plutôt de parler de six épreuves. Les 500 miles d'Indianapolis qui se disputent avec des règlements techniques et sportifs différents, servent essentiellement à justifier l'étiquette « mondiale » d'un championnat avant tout européen. Cette bizarrerie durera jusqu'en 1960. À de rares exceptions près, les pilotes d'Indianapolis ne participeront pas aux autres épreuves du championnat tandis que les habitués du championnat du monde ne se frotteront pas à leurs collègues américains. 
| no | Date        | Grand Prix                    | Lieu              | Vainqueur          | Voiture            | Pole position      | Record du tour     | Résumé |
| -- | ----------- | ----------------------------- | ----------------- | ------------------ | ------------------ | ------------------ | ------------------ | ------ |
| 1  | 13 mai      | Grand Prix de Grande-Bretagne | Silverstone       | Giuseppe Farina    | Alfa Romeo         | Giuseppe Farina    | Giuseppe Farina    | Résumé |
| 2  | 21 mai      | Grand Prix de Monaco          | Monaco            | Juan Manuel Fangio | Alfa Romeo         | Juan Manuel Fangio | Juan Manuel Fangio | Résumé |
| 3  | 30 mai      | Indianapolis 500              | Indianapolis      | Johnnie Parsons    | Kurtis-Offenhauser | Walt Faulkner      | Johnnie Parsons    | Résumé |
| 4  | 4 juin      | Grand Prix de Suisse          | Bremgarten        | Giuseppe Farina    | Alfa Romeo         | Juan Manuel Fangio | Giuseppe Farina    | Résumé |
| 5  | 18 juin     | Grand Prix de Belgique        | Spa-Francorchamps | Juan Manuel Fangio | Alfa Romeo         | Giuseppe Farina    | Giuseppe Farina    | Résumé |
| 6  | 2 juillet   | Grand Prix de France          | Reims-Gueux       | Juan Manuel Fangio | Alfa Romeo         | Juan Manuel Fangio | Juan Manuel Fangio | Résumé |
| 7  | 3 septembre | Grand Prix d'Italie           | Monza             | Giuseppe Farina    | Alfa Romeo         | Juan Manuel Fangio | Juan Manuel Fangio | Résumé |

## Classement des pilotes
| Classement | Pilote                | Total   | GBR | MON | 500 | SUI | BEL | FRA | ITA |
| ---------- | --------------------- | ------- | --- | --- | --- | --- | --- | --- | --- |
| Champion   | Giuseppe Farina       | 30      | 9   | -   |     | 9   | 4   | -   | 8   |
| 2          | Juan Manuel Fangio    | 27      | -   | 9   |     | -   | 8   | 9   | 1   |
| 3          | Luigi Fagioli         | 24 (28) | 6   | -   |     | 6   | 6   | 6   | 4   |
| 4          | Louis Rosier          | 13      | 2   | -   |     | 4   | 4   | -   | 3   |
| 5          | Alberto Ascari        | 11      |     | 6   |     | -   | 2   |     | 3   |
| 6          | Johnnie Parsons       | 9       |     |     | 9   |     |     |     |     |
| 7          | Bill Holland          | 6       |     |     | 6   |     |     |     |     |
| 8          | Prince Bira           | 5       | -   | 2   |     | 3   |     |     | -   |
| 9          | Peter Whitehead       | 4       |     | Np  |     |     |     | 4   | -   |
| 10         | Louis Chiron          | 4       | -   | 4   |     | -   |     | -   | -   |
| 11         | Reg Parnell           | 4       | 4   |     |     |     |     | -   |     |
| 12         | Mauri Rose            | 4       |     |     | 4   |     |     |     |     |
| 13         | Dorino Serafini       | 3       |     |     |     |     |     |     | 3   |
| 14         | Yves Giraud-Cabantous | 3       | 3   |     |     | -   | -   | -   |     |
| 15         | Raymond Sommer        | 3       |     | 3   |     | -   | -   | -   | -   |
| 16         | Cecil Green           | 3       |     |     | 3   |     |     |     |     |
| 17         | Robert Manzon         | 3       |     | -   |     |     |     | 3   | -   |
| 18         | Philippe Étancelin    | 3       | -   | -   |     | -   | -   | 1   | 2   |
| 19         | Felice Bonetto        | 2       |     |     |     | 2   |     | -   | -   |
| 20         | Joie Chitwood         | 1       |     |     | 1   |     |     |     |     |
| 21         | Tony Bettenhausen     | 1       |     |     | 1   |     |     |     |     |
| 22         | Eugène Chaboud        | 1       |     |     |     |     | -   | 1   |     |
| 23         | Toulo de Graffenried  | 0       | -   | -   |     | -   |     |     | -   |
| 24         | Bob Gerard            | 0       | -   | -   |     |     |     |     |     |
| 25         | Luigi Villoresi       | 0       |     | -   |     | -   | -   |     |     |
| 26         | Charles Pozzi         | 0       |     |     |     |     |     | -   |     |
| 27         | Lee Wallard           | 0       |     |     | -   |     |     |     |     |
| 28         | Johnny Claes          | 0       | -   | -   |     | -   | -   | -   | -   |
| 29         | Pierre Levegh         | 0       |     |     |     |     | -   | -   | -   |
| 30         | Cuth Harrison         | 0       | -   | -   |     |     |     |     | -   |
| 31         | Nello Pagani          | 0       |     |     |     | -   |     |     |     |
| 32         | Walt Faulkner         | 0       |     |     | -   |     |     |     |     |
| 33         | Harry Schell          | 0       |     | -   |     | -   |     |     |     |
| 34         | George Connor         | 0       |     |     | -   |     |     |     |     |
| 35         | David Hampshire       | 0       | -   |     |     |     |     | -   |     |
| 36         | Geoff Crossley        | 0       | -   |     |     |     | -   |     |     |
| 37         | Paul Russo            | 0       |     |     | -   |     |     |     |     |
| 38         | Toni Branca           | 0       |     |     |     | -   | -   |     |     |
| 39         | Brian Shawe-Taylor    | 0       | -   |     |     |     |     |     |     |
| 40         | Pat Flaherty          | 0       |     |     | -   |     |     |     |     |
| 41         | Myron Fohr            | 0       |     |     | -   |     |     |     |     |
| 42         | Duane Carter          | 0       |     |     | -   |     |     |     |     |
| 43         | Mack Hellings         | 0       |     |     | -   |     |     |     |     |
| 44         | Jack McGrath          | 0       |     |     | -   |     |     |     |     |
| 45         | Troy Ruttman          | 0       |     |     | -   |     |     |     |     |
| 46         | Gene Hartley          | 0       |     |     | -   |     |     |     |     |
| 47         | Jimmy Davies          | 0       |     |     | -   |     |     |     |     |
| 48         | Johnny McDowell       | 0       |     |     | -   |     |     |     |     |
| 49         | Walt Brown            | 0       |     |     | -   |     |     |     |     |
| 50         | Spider Webb           | 0       |     |     | -   |     |     |     |     |
| 51         | Jerry Hoyt            | 0       |     |     | -   |     |     |     |     |
| 52         | Walt Ader             | 0       |     |     | -   |     |     |     |     |
| 53         | Jackie Holmes         | 0       |     |     | -   |     |     |     |     |
| 54         | Jim Rathmann          | 0       |     |     | -   |     |     |     |     |
| 55         | David Murray          | 0       | -   |     |     |     |     |     | -   |
| 56         | José Froilán González | 0       |     | -   |     |     |     | -   |     |
| 57         | Guy Mairesse          | 0       |     |     |     |     |     |     | -   |
| 58         | Franco Rol            | 0       |     | -   |     |     |     | -   | -   |
| 59         | Joe Kelly             | 0       | -   |     |     |     |     |     |     |
| 60         | Piero Taruffi         | 0       |     |     |     |     |     |     | -   |
| 61         | Eugène Martin         | 0       | -   |     |     | -   |     |     |     |
| 62         | Maurice Trintignant   | 0       |     | -   |     |     |     |     | -   |
| 63         | Clemente Biondetti    | 0       |     |     |     |     |     |     | -   |
| 64         | Henri Louveau         | 0       |     |     |     |     |     |     | -   |
| 65         | Peter Walker          | 0       | -   |     |     |     |     |     |     |
| 66         | Gianfranco Comotti    | 0       |     |     |     |     |     |     | -   |
| 67         | Leslie Johnson        | 0       | -   |     |     |     |     |     |     |
| 68         | Consalvo Sanesi       | 0       |     |     |     |     |     |     | -   |
| 69         | Paul Pietsch          | 0       |     |     |     |     |     |     | -   |
| 70         | Bill Schindler (en)   | 0       |     |     | -   |     |     |     |     |
| 71         | Bayliss Levrett       | 0       |     |     | -   |     |     |     |     |
| 72         | Fred Agabashian       | 0       |     |     | -   |     |     |     |     |
| 73         | Jimmy Jackson         | 0       |     |     | -   |     |     |     |     |
| 74         | Sam Hanks             | 0       |     |     | -   |     |     |     |     |
| 75         | Dick Rathmann         | 0       |     |     | -   |     |     |     |     |
| 76         | Duke Dinsmore         | 0       |     |     | -   |     |     |     |     |
| Nc*        | Joe Fry               | 0       | -   |     |     |     |     |     |     |
| Nc*        | Tony Rolt             | 0       | -   |     |     |     |     |     |     |
| Nc*        | Henry Banks           | 0       |     |     | -   |     |     |     |     |
| Nc*        | Bill Cantrell         | 0       |     |     | -   |     |     |     |     |

- En italique : meilleur tour en course (1 point).
- Seuls les 4 meilleurs résultats comptent pour le championnat du monde des pilotes. Les résultats entre parenthèses indiquent le score total.
- * Pilotes ayant partagé leur voiture avec un autre concurrent, mais non classé car ils n'ont pas franchi la ligne d'arrivée.

## Liste des Grands Prix disputés cette saison ne comptant pas pour le championnat du monde de Formule 1
| Nom                                   | Circuit      | Date         | Vainqueur          | Constructeur |
| ------------------------------------- | ------------ | ------------ | ------------------ | ------------ |
| IXe Grand Prix de Buenos Aires        | Palermo      | 8 janvier    | Luigi Villoresi    | Ferrari      |
| IIIe Grand Prix du Général San Martín | El Torreón   | 15 janvier   | Alberto Ascari     | Ferrari      |
| IVe Grand Prix de Rosario             | Rosario      | 22 janvier   | Luigi Villoresi    | Ferrari      |
| XIe Grand Prix de Pau                 | Pau          | 10 avril     | Juan Manuel Fangio | Maserati     |
| IIe Richmond Trophy                   | Goodwood     | 10 avril     | Reg Parnell        | Maserati     |
| Ve Grand Prix de San Remo             | Ospedaletti  | 16 avril     | Juan Manuel Fangio | Alfa Romeo   |
| IVe Grand Prix de Paris               | Montlhéry    | 30 avril     | Georges Grignard   | Talbot-Lago  |
| Ire Kanonloppet                       | Karlskoga    | 4 juin       | Gunnar Carlsson    | Ford-Mercury |
| XIIe British Empire Trophy            | Douglas      | 15 juin      | Bob Gerard         | ERA          |
| IVe Grand Prix de Bari                | Lungomare    | 9 juillet    | Giuseppe Farina    | Alfa Romeo   |
| IVe J.C.C. Jersey Road Race           | Saint Helier | 13 juillet   | Peter Whitehead    | Ferrari      |
| XIIe Circuit de l'Albigeois           | Albi         | 16 juillet   | Louis Rosier       | Talbot-Lago  |
| Ier Grand Prix des Pays-Bas           | Zandvoort    | 23 juillet   | Louis Rosier       | Talbot-Lago  |
| IIIe Grand Prix des Nations           | Genève       | 30 juillet   | Juan Manuel Fangio | Alfa Romeo   |
| Ier Nottingham Trophy                 | Gamston      | 7 août       | David Hampshire    | Maserati     |
| IVe Ulster Trophy                     | Dundrod      | 12 août      | Peter Whitehead    | Ferrari      |
| XIXe Coppa Acerbo                     | Pescara      | 15 août      | Juan Manuel Fangio | Alfa Romeo   |
| Ier Sheffield Telegraph Trophy        | Gamston      | 19 août      | Cuth Harrison      | ERA          |
| IIe BRDC International Trophy         | Silverstone  | 26 août      | Giuseppe Farina    | Alfa Romeo   |
| IIIe Goodwood Trophy                  | Goodwood     | 30 septembre | Reg Parnell        | BRM          |
| Xe Grand Prix de Penya Rhin           | Pedralbes    | 29 octobre   | Alberto Ascari     | Ferrari      |
| Grand Prix du Chili                   | Santiago     | 17 décembre  | Juan Manuel Fangio | Ferrari      |